# 雜唸仔
雜唸仔，又稱雜唸調，為歌仔的主調之一。以邊唸邊唱的方式吟唱，節奏急促，唱詞的字數又與曲調音數相同，即一字一音調。「雜唸」於閩南語中意為「嘮叨」、「說個不停」，而雜唸仔每段句數不定、每句字數長短也不一定，故而得名。雜唸仔係由鄉里民謠發展而來，農閒時以胡琴或月琴伴奏，隨興吟唱之。其內容一般為長篇、龐雜的敘述，類似說唱，隨語言聲調抑揚頓挫而高低變化。

## 曲調
雜唸仔為較自由的曲調：
- 句數：大於四句，長可達數十句。
- 每句字數：長短相間，最常見仍為逐句七字、五字。
- 押韻：多押同一韻，可中途換韻。